# Олан Суле
Олан Евърт Суле (на английски: Olan Soule) (28 февруари 1909 г. – 1 февруари 1994 г.) е американски актьор.
През кариерата си играе в театрални постановки, радио поредици, филми, телевизионни сериали, а по-късно и озвучава анимационни филми. Той е първият актьор, озвучил Батман в анимационна продукция, започвайки с „Приключенията на Батман“ през 1968 г.